# Beatniška generacija
Beatniška generacija (beatniki, bitniki) je skupina ameriških književnikov, ki je postala znana v 50. letih 20. stoletja.
Najpomembnejši predstavniki so Allen Ginsberg s pesmijo Howl, Jack Kerouac z romanom Na cesti in William S. Burroughs z romanom Goli obed.
Njihova dela so večinoma avtobiografske narave in zaznamovana z drogami, s spolnostjo, tematizacijo religij in z življenjem na družbenem dnu. Na splošno so avtorji usmerjeni predvsem proti tradicionalnim ameriškim vrednotam in obstoječim družbenim normam. Večina njihovih del je izšla leta 1957. 

## Univerza Columbia
Beatniki so se spoznali leta 1944 v New Yorku. Kerouac in Ginsberg sta obiskovala Univerzo Columbia. Kasneje se jima je pridružil še Burroughs, ki je takrat že diplomiral na Harvardu. Pomemben vpliv na vse sta imela Ken Kasey, avtor Leta nad kukavičjim gnezdom, ki se je v gibanje vključil na koncu 50. let in iz njega po nekaj letih izstopil, in Neal Cassady, ki je najbolj vplival na Ginsberga, z njim je imel tudi romantično afero. V koncu 40. let sta s Kerouacem naredila več izletov po Ameriki, ki so osrednja tema romana Na cesti. Cassadyjev besedni slog je zelo spontan, z njim je še najbolj navdušil Kerouaca.

## Kriminalna preteklost
Burroughs je bil zelo zgodaj vpleten v kriminal na Times Squaru, preprodajal je ukradeno robo in mamila. Ponesreči je ubil svojo ženo.
Ginsberga so leta 1949 ujeli in aretirali, ko je prevažal avto, napolnjen z ukradenimi predmeti.
Ko je Carr 1944 ubil Kammerja (oba sta bila beatnika), je Kerouac pomagal skriti orožje, vendar se je Carr naslednjega jutra predal. Kerouac je o tem dogodku pisal v dveh romanih.
Njihove odvisnosti so se začele z alkoholom, marihuano, morfinom in LSD-jem. Z drogami, ki v tem času še niso bile prepovedane, so eksperimentirali, pravzaprav niso poznali njihovih učinkov. Trdili so, da so jim spodbudile kreativnost.

## San Francisco in branje v Six Gallery
Ko je San Francisco postal središče avantgardne umetnosti, se je v 50. letih tja preselila večina beatnikov. Lawrence Ferlinghetti (tudi on je študiral na Columbii, vendar se z beatniki ni nikoli srečal) je v San Franciscu leta 1953 odprl neodvisno knjigarno City Lights, ki je postala zbirališče pesnikov in pisateljev. V tej založbi so izhajale knjige, ki so se jih drugi založniki izogibali. 
Njihova poezija in proza se je že od vsega začetka širila najprej med prijatelji, nato pa z branji v lokalih, knjigarnah ... Najprej so se zbirali pri Kennethu Rexrothu doma, potem pa je Rexroth 7. oktobra 1955 v nekdanji popravljalnici in trgovini avtomobilov organiziral javno branje, zdaj znano kot Six Gallery reading. Več kot sto ljudi je poslušalo branje petih pesnikov (Philip Lamantia, Michael McClure, Philip Whalen, Allen Ginsberg, Gary Snyder). Med občinstvom je bil tudi Ferlinghetti, ki je naslednjega dne pisal Ginsbergu, da bi izdal njegovo prebrano pesem Howl. Ginsbergova pesniška zbirka je izšla leto kasneje (1956), zaradi katere pa je imel Ferlinghetti težave zaradi obscene vsebine, leta 1957 je bila pesem prepovedana. 
S tem večerom se je uspeh beatniške generacije šele začel.

## Ženske v beatniški generaciji
Ženske so bile v beatniški generaciji nekoliko v ozadju, vendar jih je bilo kar nekaj: Joan Vollmer (Burroughsova žena), Diane Di Prima, Joyce Johnson, Carolyn Cassady, Hettie Jones, Joanne Kyger, Harriet Sohmers Zwerling in Ruth Weiss.

## Izvor imena
Jack Kerouac je izraz »Beat Generation« vpeljal leta  1948, da bi opredelil znano podzemno antikonformistično mladinsko gibanje v New Yorku. Ime je nastalo v pogovoru s pisateljem Johnom Clellonom Holmesom. Pridevnik beat lahko pomeni utrujen, pretepen, Kerouac pa je razširil pomen na pozitivno stran; »beatific« (lat. »beatificus« pomeni srečen). Beat je tudi ameriška beseda za poudarek v besedi.
Izraz »beatnik« je skoval Herb Caen iz Beat Generation in imena ruskega satelita Sputnik.

## Spolnost
Kar nekaj beatnikov je bilo homoseksualnih ali biseksualnih, nekateri izmed njih povsem odkrito, vključno z dvema izmed najbolj uglednih pisateljev (Ginsberg in Burroughs). 
Ginsbergerjeva pesem Howl je bila sporna ravno zaradi homoseksualne vsebine. Tudi Burroughsov Goli obed vsebuje seksualno vsebino, opise ekstremnih spolnih praks in uporabo drog. Publikacija obeh del je pomenila zmago nad cenzuro v ZDA.

## Hipiji
V začetku 60. let se je iz beatnikov razvila nova generacija, hipiji. Ločili so se po slogu oblačenja, beatniki so bili po videzu neizstopajoči, oblečeni v črno.
Beatniki so bili izrazito manj povezani s politiko.

## Vplivi beatniške generacije na zahodno kulturo
Beatniki so pomembni zaradi poskusov liberalizacije tradicionalno tabuiziranih področij, kot so spolnost z vsemi svojimi variacijami, položaj najrazličnejših manjšin (žensk, gejev in lezbijk), do destigmatizacije etničnih manjšin, odprli so pomembna ekološka vprašanja.
Prodorno so vplivali beatniki v glasbi, še posebno v rocku. Vpliv beatnikov se deloma kaže v imenu skupine The Beatles. Lennon je bil ljubitelj Jacka Kerouaca. Ginsberg se je spoprijateljil s člani te skupine in Paul McCartney mu je igral kitaro na albumu Ballad of the Skeletons. Ginsberg je prijateljeval tudi z Mickom Jaggerjem in Bobom Dylanom, kateri navaja Ginsberga in Kerouaca kot glavna vpliva. Beatnikom so se poskušali približati tudi člani skupine King Crimson in The Doors, Jim Morrison je kot glavni vpliv navedel Kerouaca. Britanska progresivna rock skupina Soft Machine je dobila ime po Burroughsovem romanu z istim imenom. Burroughsa kot vpliv na njegovo delo navaja tudi Bono.

## Filmi, povezani z beatniško generacijo
- Pull My Daisy (1958),
- One flew over cuckoo's nest (1975),
- Heart Beat (1980),
- Whatever Happened To Kerouac? (1986) (dokumentarni film),
- Allen Ginsberg Live in London (1995),
- The Source (1999) (dokumentarni film),
- Beat (2000),
- Howl (2010).